# یواس‌اس آمادور (ای‌کی-۱۵۸)
یواس‌اس آمادور (ای‌کی-۱۵۸) (به انگلیسی: USS Amador (AK-158)) یک کشتی بود که طول آن ۳۸۸ فوت ۸ اینچ (۱۱۸٫۴۷ متر) بود. این کشتی در سال ۱۹۴۴ ساخته شد.